# Gnamptoloma virescens
Gnamptoloma virescens är en fjärilsart som beskrevs av Louis Beethoven Prout 1938. Gnamptoloma virescens ingår i släktet Gnamptoloma och familjen mätare. Inga underarter finns listade i Catalogue of Life.